# 高橋壮也
高橋 壮也（たかはし そうや、1996年2月29日 - ）は、島根県松江市出身の元プロサッカー選手。ポジションはディフェンダー。立正大学淞南高等学校卒。

## 来歴
出雲市を中心に活動するサンフレッチェ広島の提携スクール、サンフレッチェくにびき出身。当初はボランチだったが試合出場機会がなく、のちサイドハーフを、その後左サイドバックとしてプレーする。当時は県内でも無名な存在だった。
2011年、地元強豪の立正大学淞南高等学校へ進学する。同年高校1年から試合出場を重ね、2012年高校2年からSBながら10番を与えられ中心選手として活躍した。インターハイでは2011年・2012年ベスト4、選手権では2012年ベスト8入りに貢献する。2012年ぎふ清流国体島根県少年男子メンバー、2012年および2013年高校選抜、2013年U-18日本代表に選出され、高体連屈指のSBと評価を受ける。
2014年、サンフレッチェ広島とプロ契約。同期入団に川辺駿、宮原和也、大谷尚輝、皆川佑介、茶島雄介、ビョン・ジュンボンがいる。サンフレッチェくにびきからのトップ昇格は原裕太郎以来2人目、広島の育成組織出身者で高校経由でのトップ入団は初のケース。
2017年より背番号が3に変わった。
この年23試合に出場。キャリアハイを更新。チームの残留に貢献した。
2018年7月10日、ファジアーノ岡山へ期限付き移籍。
翌年2019年サンフレッチェ広島へのレンタルバックが発表された。
2019年7月24日、海外移籍を目指すため広島を退団。8月15日、アルスヴェンスカン（スウェーデン1部）のAFCエスキルストゥーナに加入することが発表された
。2エスキルストゥーナは最下位でスーペルエッタン（スウェーデン2部）降格となった。
2020年1月24日、スーペルエッタンに昇格したウメオFCに移籍。
2021年3月、スウェーデン時代の監督の紹介から、アメリカUSLチャンピオンシップのオークランド・ルーツSCに移籍。
2023年1月31日自身のSNSで引退を発表した。

## 所属クラブ
ユース経歴
- 城北デルソーレFC (松江市立大野小学校)
- サンフレッチェくにびき (松江市立湖北中学校)
- 立正大学淞南高等学校

プロ経歴
- 2014年 - 2019年7月 サンフレッチェ広島
  - 2018年7月 - 同年12月 ファジアーノ岡山 (期限付き移籍)
- 2019年8月 - 2020年1月 AFCエシルストゥーナ
- 2020年1月 - 2021年2月 ウメオFC
- 2021年3月 - オークランド・ルーツSC（英語版）

## 個人成績
| 国内大会個人成績 | 国内大会個人成績 | 国内大会個人成績 | 国内大会個人成績 | 国内大会個人成績 | 国内大会個人成績 | 国内大会個人成績 | 国内大会個人成績 | 国内大会個人成績 | 国内大会個人成績 | 国内大会個人成績 | 国内大会個人成績 |
| 年度             | クラブ           | 背番号           | リーグ           | リーグ戦         | リーグ戦         | リーグ杯         | リーグ杯         | オープン杯       | オープン杯       | 期間通算         | 期間通算         |
| 年度             | クラブ           | 背番号           | リーグ           | 出場             | 得点             | 出場             | 得点             | 出場             | 得点             | 出場             | 得点             |
| 日本             | 日本             | 日本             | 日本             | リーグ戦         | リーグ戦         | リーグ杯         | リーグ杯         | 天皇杯           | 天皇杯           | 期間通算         | 期間通算         |
| ---------------- | ---------------- | ---------------- | ---------------- | ---------------- | ---------------- | ---------------- | ---------------- | ---------------- | ---------------- | ---------------- | ---------------- |
| 2014             | 広島             | 34               | J1               | 0                | 0                | 0                | 0                | 0                | 0                | 0                | 0                |
| 2015             | 広島             | 34               | J1               | 0                | 0                | 4                | 0                | 1                | 0                | 5                | 0                |
| 2016             | 広島             | 34               | J1               | 2                | 0                | 0                | 0                | 0                | 0                | 2                | 0                |
| 2017             | 広島             | 3                | J1               | 21               | 0                | 0                | 0                | 0                | 0                | 21               | 0                |
| 2018             | 広島             | 3                | J1               | 0                | 0                | 1                | 0                | 0                | 0                | 1                | 0                |
| 2018             | 岡山             | 39               | J2               | 4                | 0                | -                | -                | -                | -                | 4                | 0                |
| 2019             | 広島             | 50               | J1               | 0                | 0                | -                | -                | 1                | 0                | 1                | 0                |
| 通算             | 日本             | 日本             | J1               | 23               | 0                | 5                | 0                | 2                | 0                | 30               | 0                |
| 通算             | 日本             | 日本             | J2               | 4                | 0                | -                | -                | -                | -                | 4                | 0                |
| 総通算           | 総通算           | 総通算           | 総通算           | 27               | 0                | 5                | 0                | 2                | 0                | 34               | 0                |

その他の公式戦
| 2014   | J-22   | -      | J3     | 9  | 0 | 9  | 0 |
| 2015   | J-22   | -      | J3     | 10 | 0 | 10 | 0 |
| 通算   | 日本   | 日本   | J3     | 19 | 0 | 19 | 0 |
| 総通算 | 総通算 | 総通算 | 総通算 | 19 | 0 | 19 | 0 |

| 国際大会個人成績 | 国際大会個人成績 | 国際大会個人成績 | 国際大会個人成績 | 国際大会個人成績 |
| 年度             | クラブ           | 背番号           | 出場             | 得点             |
| AFC              | AFC              | AFC              | ACL              | ACL              |
| ---------------- | ---------------- | ---------------- | ---------------- | ---------------- |
| 2014             | 広島             | 34               | 0                | 0                |
| 2016             | 広島             | 34               | 2                | 0                |
| 2019             | 広島             | 50               | 1                | 0                |
| 通算             | AFC              | AFC              | 3                | 0                |

- Jリーグ初出場 2014年5月4日 J3第10節 U-22対AC長野パルセイロ戦（長野）
  - 69分柏瀬暁と途中交代出場
- サンフレッチェ広島公式戦初出場 2015年4月22日 ヤマザキナビスコカップ第4節 対松本山雅FC戦（松本平）
  - 先発出場
- サンフレッチェ広島Jリーグ初出場 - 2016年6月11日 J1第15節 対ヴィッセル神戸戦（ノエスタ）

## 代表歴
- 2013年 日本高校選抜
- 2013年 U-18日本代表
- 2014年 日本高校選抜
- 2015年 U-22日本代表

## タイトル
サンフレッチェ広島
- J1リーグ：2015年
- ゼロックススーパーカップ：2014年、2016年

## 参考資料
- “高橋壮也選手（立正大淞南高）の新加入内定のお知らせ”.   J's GOAL (2013年10月15日). 2014年2月2日閲覧。
- 高橋壮也 - ゲキサカ